# Castor y Pollux (elefantes)

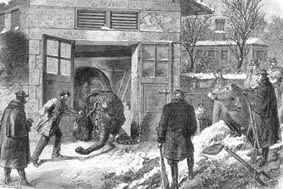
Momento en que a uno de los elefantes le dispararon para aprovechar su carne en diciembre de 1870.

Castor y Pollux fueron dos elefantes exhibidos en el zoológico Jardin des Plantes en París. Fueron muertos y se consumieron, junto con muchos otros animales del zoológico, a finales de 1870 durante las hambrunas en el sitio de París. Los dos elefantes pueden haber sido hermanos, de ahí que se les adjudicaran los nombres de los famosos héroes hermanos griegos, y eran populares antes del asedio, paseando a gente sobre sus lomos alrededor del parque, pero la escasez de alimentos causada por el bloqueo alemán de la ciudad, llevó a los ciudadanos de París a matarlos por su carne.

## Historia
El 19 de septiembre de 1870, fuerzas prusianas cercaron París. En vez de bombardearla para rendirla, los altos mandos alemanes decidieron ordenar el bloqueo a la ciudad para forzar una rendición rápida. Los parisinos lograron resistir hasta el 28 de enero de 1871 (cuándo se rindieron después de tres días de bombardeos ordenados por Otto von Bismarck, que se había cansado de las tácticas ineficaces del alto mando). Durante el asedio, la comida se volvió escasa y el pueblo se vio obligado a recurrir a fuentes inusuales para proveerse de carne.

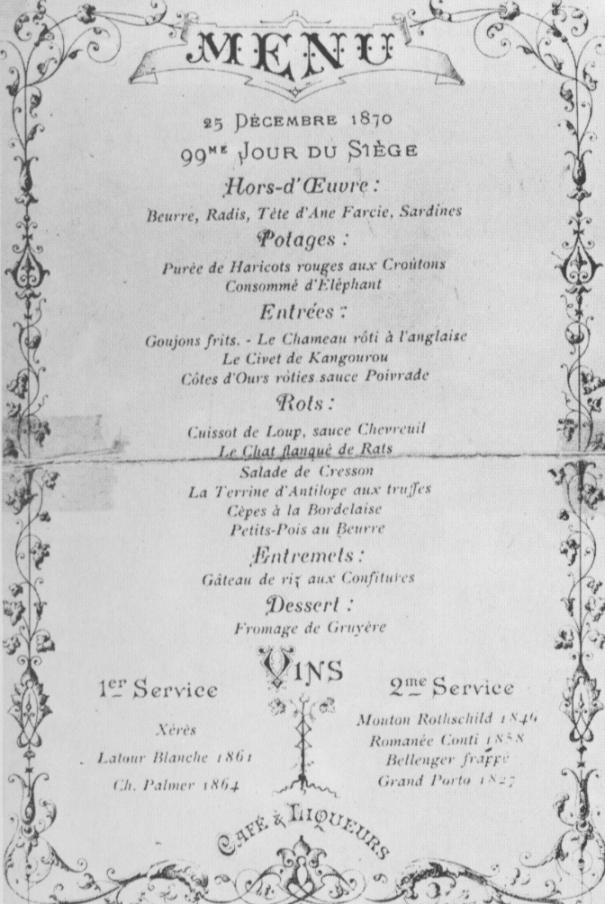
El menú del día de Navidad de un restaurante parisino, destacados vinos y platos de animales exóticos.

Cuando las verduras, mantequilla, leche, queso y carnes consumidas regularmente comenzaron a agotarse, los parisinos se dirigieron primero a la carne de caballo, burro y mula, que ya había sido introducida por los carniceros de París cuatro años antes como una fuente de carne alternativa barata para los pobres, pero bajo condiciones de asedio se convirtió rápidamente en un artículo de lujo. Aunque había gran número de caballos en París (estimaciones sugieren entre 65.000 y 70.000 los sacrificados y comidos durante el asedio) los suministros fueron limitados en última instancia. No se libraron ni los caballos de carreras campeones (incluso dos caballos presentados a Napoleón III por Alejandro II de Rusia fueron sacrificados) pero la carne pronto llegó a ser escasa. Gatos, perros y ratas fueron la siguiente selección para el menú. No hubo control sobre el racionamiento hasta el final del asedio, así que mientras los pobres luchaban, los ricos parisinos comían relativamente bien; el Jockey Club ofrecía una fina selección de platos gourmet de las carnes inusuales incluyendo Salmis de rats à la Robert. 
Había considerablemente menos gatos y perros en la ciudad que equinos y las ratas y ratones desagradables eran difíciles de preparar, así que a finales de 1870, los carniceros dirigieron su atención a los animales de los zoológicos. Los grandes herbívoros, como antílopes, camellos, yaks y cebras fueron los primeros en sacrificarse. Algunos animales sobrevivieron: los monos fueron considerados demasiado parecidos a los humanos como para ser matados, los leones y los tigres eran demasiado peligrosos y el hipopótamo del Jardin des Plantes también se salvó porque el precio de 80.000 francos exigido estaba fuera del alcance de cualquiera de los carniceros. Los menús de los restaurantes comenzaron a ofrecer platos exóticos como Cuissot de Loup, Sauce Chevreuil (pierna de lobo con salsa de ciervo), Terrine d'Antilope aux truffes (terrina de antílope con trufas), Civet de Kangourou (guiso de canguro) y Chameau rôti à l'anglaise (camello asado à l'anglaise).

La desaparición de los elefantes se registró en la Lettre-Journal de Paris (conocida comúnmente como la Gazette des Absents), un periódico bisemanal publicado durante el sitio por Damase Jouaust y entregado, junto con el correo, por un globo para evitar el cerco prusiano. La Gazette des Absents informó que Castor había sido sacrificado el 29 de diciembre de 1870 y Pollux al día siguiente, los dos por balas explosivas con punta de acero disparadas desde una distancia de 10 m por M. Devisme. Un menú del 25 de diciembre ya ofrecía Consommé d'Eléphant así que probablemente las fechas estuvieran equivocadas. Los elefantes fueron comprados por M. Deboos de la Boucherie Anglaise en el Bulevar Hausmann por 27.000 francos el par. Hizo un buen negocio M.Deboos de la compra: los troncos se vendieron como una delicadeza por 40 o 45 francos la libra, las otras partes de 10 a 14 francos la libra. Según todos los testimonios, el elefante no era sabroso. Thomas Gibson Bowles, quien estuvo en París durante el asedio, escribió que él había comido, camellos, antílopes, perro, burro, mula y elefante y de los que menos le gustaban estaba el elefante. Henry Labouchère registró: 